# La Rothière
 La Rothière  es una población y comuna francesa, en la región de Champaña-Ardenas, departamento de Aube, en el distrito de Bar-sur-Aube y cantón de Soulaines-Dhuys.

## Demografía
| 129                       | 142 | 137 | 120 | 154 | 153 | 154 | 155 | 152 | 135 | 114 | 114 | 109 | 102 | 91 | 83 | 83 | 92 | 87 | 94 | 101 | 95 | 109 | 112 | 114 | 128 | 101 | 118 | 124 | 117 | 121 | 125 | 106 |
| (Fuente: INSEE y Cassini) |     |     |     |     |     |     |     |     |     |     |     |     |     |    |    |    |    |    |    |     |    |     |     |     |     |     |     |     |     |     |     |     |